# بخش بلوورس، اوتر تیل شهرستان، مینه سوتا
بخش بلوورس (به انگلیسی: Blowers Township) یک منطقهٔ مسکونی در ایالات متحده آمریکا است که در شهرستان اوتر تیل، مینه‌سوتا واقع شده‌است.
 بخش بلوورس ۹۲٫۳ کیلومتر مربع مساحت و ۳۱۹ نفر جمعیت دارد و ۴۳۴ متر بالاتر از سطح دریا واقع شده‌است.